# بخش مارشال (شهرستان هایلند، اوهایو)
بخش مارشال (به انگلیسی: Marshall Township) یک منطقهٔ مسکونی در ایالات متحده آمریکا است که در شهرستان هایلند، اوهایو واقع شده‌است.
 بخش مارشال ۵۸٫۷ کیلومتر مربع مساحت و ۱٬۰۲۹ نفر جمعیت دارد و ۳۱۲ متر بالاتر از سطح دریا واقع شده‌است.